# Jaroslav Kovanda (letec)
Jaroslav Kovanda (22. ledna 1913 Bohušovice nad Ohří – 5. září 1942 Frettenham) byl český palubní radiooperátor Royal Air Force v období druhé světové války.

## Život

### Před druhou světovou válkou
Jaroslav Kovanda se narodil 22. ledna 1913 v Bohušovicích nad Ohří. Vyučil se elektromontérem. Během prezenční vojenské služby absolvoval v Čáslavi v poddůstojnickou školu. V prosinci roku 1936 odešel do Španělska, kde se zúčastnil občanské války jako příslušník interbrigád. Bojoval u Madridu, na Jaramě a u Teruelu jako dělostřelec, poté jako protiletadlový dělostřelec. Byl zajat, internován, ale podařilo se mu uprchnout a přejít Pyreneje do Francie.

### Druhá světová válka
Jaroslav Kovanda se ve Francii přihlásil do zde vznikající Československé armády v zahraničí, prezentován v ní byl 14. prosince 1939 v Gours. Po pádu Francie se evakuoval do Spojeného království, kde byl přijat do dobrovolné zálohy Royal Air Force. Absolvoval výcvik palubního střelce, po jeho ukončení byl zařazen k 96. noční stíhací peruti, kde absolvoval mezi květnem a červencem 1941 první operační turnus jako zadní střelec na strojích Boulton Paul Defiant. Následoval kurz radarového operátora, po jehož zdárném dokončení byl přičleněn k 255. noční stíhací peruti, kde působil na strojích Bristol Beaufighter a to od srpna do září 1941, kdy byl převelen na stejnou pozici k 68. noční stíhací peruti. Dne 5. září 1942 odstartoval k dalšímu operačnímu letu jako radiooperátor stroje Bristol Beaufighter Mk.IF X7842 WM-P pod velením Karla Richtera. Letoun začal krátce po startu hořet a dvacet minut před půlnocí havaroval u Frattenhamu. Oba letci zahynuli. Pohřbeni byli na hřbitově v nedalekém Scottow. Dosáhl hodnosti rotmistra.

## Ocenění

### Vyznamenání
- Československý válečný kříž 1939

### Posmrtná ocenění
- Jaroslav Kovanda byl v roce 1991 in memoriam povýšen do hodnosti podplukovníka